# Aritranis explorator
Aritranis explorator là một loài tò vò trong họ Ichneumonidae.